# Pseudoseptoria donacis
Pseudoseptoria donacis är en svampart som först beskrevs av Giovanni Passerini, och fick sitt nu gällande namn av B. Sutton 1977. Pseudoseptoria donacis ingår i släktet Pseudoseptoria, divisionen sporsäcksvampar och riket svampar.   Inga underarter finns listade i Catalogue of Life.